# Polityczna Liga Protestantów
Polityczna Liga Protestantów (niderl. Gereformeerd Politiek Verbond, GPV) – holenderska partia polityczna, działająca w latach 1948–2004. Reprezentowała ortodoksyjnych protestantów, opierając swój program na tezach biblijnych.

## Historia
Ugrupowanie powstało w 1948, zostało założone przez działaczy, którzy opuścili Partię Antyrewolucyjną. W 2000 GPV wraz z bliską programowo RPF zawiązały federację pod nazwą ChristenUnie. Obie partie w 2001 połączyły swoje grupy parlamentarne. 1 stycznia 2004 CU została przekształcona w jednolitą formację, tym samym Polityczna Liga Protestantów przestała istnieć.
W wyborach krajowych GPV po raz pierwszy wystartowała w 1948. W 1963 za piątym podejściem wprowadziła do Tweede Kamer jednego posła. Od tego czasu do wyborów w 1998 włącznie była reprezentowana w niższej izbie holenderskiego parlamentu przez 1 lub 2 deputowanych. Poparcie dla GPV w wyborach wynosiło od 0,7% do 1,8%.
Politycznymi liderami partii byli kolejno: Piet Jongeling, Bart Verbrugh, Gert Schutte i Eimert van Middelkoop.